# Muzio Attendolo (croiseur)
Pour les articles homonymes, voir Muzio Attendolo.
Le Muzio Attendolo était un croiseur léger de classe Raimondo Montecuccoli ayant servi dans la Regia Marina pendant la Seconde Guerre mondiale. Il fut baptisé en l'honneur de Muzio Attendolo, militaire italien du XVe siècle.

## Historique
Lorsque l'Italie entre en guerre en juin 1940, le Muzio Attendolo est intégré à la 7e Division de croiseurs en compagnie des croiseurs légers Eugenio di Savoia, Emanuele Filiberto Duca d'Aosta et le Raimondo Montecuccoli. Il participe à la bataille de Punta Stilo d'où il ressort indemne. Il participe également aux attaques menées contre le convoi de l'opération Halberd. Le 24 septembre 1941, un convoi britannique quitte Gibraltar en direction de Malte avec neuf navires marchands couverts à distance par la Force H de l'Amiral James Fownes Somerville composée du porte-avions Ark Royal, des cuirassés Nelson, Rodney, Prince of Wales, de cinq croiseurs et de dix-huit destroyers.
La Marine italienne tenta d'intercepter le convoi le 26 septembre. Faute d'avoir pris contact avec l'ennemi, elle fait demi-tour après avoir appris la présence de trois cuirassés et d'un porte-avions ce qui n'empêcha pas les avions-torpilleurs italiens d'attaquer et d'endommager sérieusement le Nelson, forçant la Force H à faire demi-tour le 27 septembre. 21 appareils furent abattus par la chasse embarquée et la DCA. Le 28 septembre, un cargo du convoi est touché par une torpille et doit être sabordé. L'opération est néanmoins un succès puisque 85 000 tonnes de fournitures ont été envoyées à Malte.
Il participe également à la première bataille de Syrte du 13 au 18 décembre 1941 où les mines posées notamment par le Muzio Attendolo provoquèrent de graves dégâts chez les Britanniques qui perdirent le croiseur HMS Neptune alors que le HMS Penelope et l'HMS Aurora sont sérieusement endommagés, le HMS Galatea est coulé par l'U-557. À cela s'ajoute l'attaque par la Xe Flottiglia MAS des cuirassés Queen Elizabeth et Valiant au cours du raid de la rade d'Alexandrie.
Il est ensuite impliqué dans l'opération Pedestal qui voit le convoi de la dernière chance quitter Gibraltar le 9 août pour arriver à Malte le 13 août. Au cours de la traversée, les Britanniques perdent notamment le porte-avions Eagle. Le Muzio Attendolo est quant à lui torpillé à l'avant par le sous-marin HMS Unbroken le 13 août au matin. Le Bolzano sera torpillé par l’Unbroken quelques instants après. Le Muzio Attendolo est remorqué à Messine puis à Naples, où les réparations dureront trois mois.
Le 4 décembre 1942, jour de la Saint Barbara, 20 bombardiers américains B-24 des Escadrons 98 et 376 basés en Égypte attaquent Naples à moyenne altitude (6 200 mètres). Les chantiers navals sont la cible principale de ces bombardiers lourds dont les bombes de 500 à 1 000 kilos endommagent le croiseur Eugenio di Savoia avec un coup direct alors que le Raimondo Montecuccoli est touché par une bombe qui détruit la cheminée arrière. Le Muzio Attendolo a moins de chance puisqu'il est touché par une ou deux bombes au milieu du navire.
Le navire aurait pu être sauvé mais une heure après le départ des B-24, à 17 h 28, une nouvelle alerte est lancée et les navires l'assistant l'abandonnent alors à son sort. Pendant ce temps, l'eau s'engouffre lentement, provoquant son chavirage autour de 22 h 19. Il aurait pu être relevé et remis en état, mais en raison de l'armistice de Cassibile en 1943, le navire est laissé dans cet état. Utilisé comme ponton par les Alliés après la libération de Naples, il est relevé et démantelé après la guerre.